# Copa Interclubes Kagame 2021
La Copa Interclubes Kagame 2021 fue la 43.ª edición del torneo de fútbol a nivel de clubes más importante de África Oriental organizado por la CECAFA y que contó con la participación de 8 equipos. Se disputó entre el 1 y el 14 de agosto de 2021 en Tanzania.

## Equipos participantes
En cursiva los equipos debutantes.
| Equipos participantes | Equipos participantes | Equipos participantes | Equipos participantes |
| --------------------- | --------------------- | --------------------- | --------------------- |
| Atlabara FC           | Azam FC               | Express FC            | Nyasa Big Bullets     |
| KCAA                  | Young Africans SC     | Le Messager FC        | KMKM                  |

## Fase de grupos

### Grupo A
| Pos. | Equipo            | Pts. | PJ | G | E | P | GF | GC | Dif. | Clasificación                 |
| ---- | ----------------- | ---- | -- | - | - | - | -- | -- | ---- | ----------------------------- |
| 1    | Express FC        | 7    | 3  | 2 | 1 | 0 | 5  | 2  | +3   | Clasificado a las semifinales |
| 2    | Nyasa Big Bullets | 5    | 3  | 1 | 2 | 0 | 4  | 2  | +2   | Clasificado a las semifinales |
| 3    | Young Africans SC | 2    | 3  | 0 | 2 | 1 | 2  | 4  | −2   |                               |
| 4    | Atlabara FC       | 1    | 3  | 0 | 1 | 2 | 0  | 3  | −3   |                               |

Actualizado a los partidos jugados el 7 de agosto de 2021.
 Fuente: GSA
| Fecha                      | Lugar        |                   |                          | Resultado |                          |                   |
| -------------------------- | ------------ | ----------------- | ------------------------ | --------- | ------------------------ | ----------------- |
| 1 de agosto de 2021, 13:00 | Dar es-Salam | Young Africans SC | Bandera de Tanzania      | 1:1       | Bandera de Malaui        | Nyasa Big Bullets |
| 2 de agosto de 2021, 13:00 | Dar es-Salam | Express FC        | Bandera de Uganda        | 1:0       | Bandera de Sudán del Sur | Atlabara FC       |
| 4 de agosto de 2021, 13:00 | Dar es-Salam | Nyasa Big Bullets | Bandera de Malaui        | 1:1       | Bandera de Uganda        | Express FC        |
| 4 de agosto de 2021, 16:00 | Dar es-Salam | Atlabara FC       | Bandera de Sudán del Sur | 0:0       | Bandera de Tanzania      | Young Africans SC |
| 7 de agosto de 2021, 13:00 | Dar es-Salam | Nyasa Big Bullets | Bandera de Malaui        | 2:0       | Bandera de Sudán del Sur | Atlabara FC       |
| 7 de agosto de 2021, 13:00 | Dar es-Salam | Young Africans SC | Bandera de Tanzania      | 1:3       | Bandera de Uganda        | Express FC        |

### Grupo B
| Pos. | Equipo         | Pts. | PJ | G | E | P | GF | GC | Dif. | Clasificación                 |
| ---- | -------------- | ---- | -- | - | - | - | -- | -- | ---- | ----------------------------- |
| 1    | Azam FC        | 6    | 3  | 2 | 0 | 1 | 5  | 2  | +3   | Clasificado a las semifinales |
| 2    | KMKM           | 4    | 3  | 1 | 1 | 1 | 4  | 4  | 0    | Clasificado a las semifinales |
| 3    | Le Messager FC | 4    | 3  | 1 | 1 | 1 | 2  | 2  | 0    |                               |
| 4    | KCAA           | 3    | 3  | 1 | 0 | 2 | 1  | 3  | −2   |                               |

Actualizado a los partidos jugados el 7 de agosto de 2021.
 Fuente: GSA
| Fecha                      | Lugar        |                |                     | Resultado |                     |                |
| -------------------------- | ------------ | -------------- | ------------------- | --------- | ------------------- | -------------- |
| 2 de agosto de 2021, 15:30 | Dar es-Salam | Le Messager FC | Bandera de Burundi  | 1:1       | Bandera de Zanzíbar | KMKM           |
| 2 de agosto de 2021, 18:00 | Dar es-Salam | KCAA           | Bandera de Uganda   | 0:2       | Bandera de Tanzania | Azam FC        |
| 5 de agosto de 2021, 13:00 | Dar es-Salam | Azam FC        | Bandera de Tanzania | 1:0       | Bandera de Burundi  | Le Messager FC |
| 5 de agosto de 2021, 16:00 | Dar es-Salam | KMKM           | Bandera de Zanzíbar | 0:1       | Bandera de Uganda   | KCAA           |
| 7 de agosto de 2021, 16:00 | Dar es-Salam | Azam FC        | Bandera de Tanzania | 2:3       | Bandera de Zanzíbar | KMKM           |
| 7 de agosto de 2021, 16:00 | Dar es-Salam | KCAA           | Bandera de Uganda   | 0:1       | Bandera de Burundi  | Le Messager FC |

## Fase final

### Semifinales
| Fecha                       | Lugar        |            |                     | Resultado      |                     |                   |
| --------------------------- | ------------ | ---------- | ------------------- | -------------- | ------------------- | ----------------- |
| 10 de agosto de 2021, 19:00 | Dar es-Salam | Express FC | Bandera de Uganda   | 2:1            | Bandera de Zanzíbar | KMKM              |
| 11 de agosto de 2021, 19:00 | Dar es-Salam | Azam FC    | Bandera de Tanzania | 2:2 (pen. 2:4) | Bandera de Malaui   | Nyasa Big Bullets |

### Tercer lugar
| Fecha                       | Lugar        |      |                     | Resultado |                     |         |
| --------------------------- | ------------ | ---- | ------------------- | --------- | ------------------- | ------- |
| 14 de agosto de 2021, 14:00 | Dar es-Salam | KMKM | Bandera de Zanzíbar | 1:0       | Bandera de Tanzania | Azam FC |

### Final
| Fecha                       | Lugar        |            |                   | Resultado |                   |                   |
| --------------------------- | ------------ | ---------- | ----------------- | --------- | ----------------- | ----------------- |
| 14 de agosto de 2021, 18:00 | Dar es-Salam | Express FC | Bandera de Uganda | 1:0       | Bandera de Malaui | Nyasa Big Bullets |

## Campeón
| Copa Interclubes Kagame 2021 |
| ---------------------------- |
| Express FC 1º Título         |

## Goleadores
| Jugador          | Club       | Goles |
| ---------------- | ---------- | ----- |
| Paul Peter       | Azam FC    | 3     |
| Muzamiru Mutyaba | Express FC | 3     |
| Eric Kambale     | Express FC | 3     |
| Chiukepo Msowoya | Bullets FC | 2     |
| Bright Munthali  | Bullets FC | 2     |
| Idd Kipagwile    | Azam FC    | 2     |
| Abdallah Ibrahim | KMKM       | 2     |